# José Andrés Carranza
José Andrés Carranza es un futbolista profesional peruano retirado. Es un ex internacional peruano y era conocido como "Caté" o "La Chancha". Fue el máximo goleador del Campeonato Descentralizado de 1981 con 18 goles.

## Trayectoria
Un poderoso delantero centro, Carranza comenzó su carrera profesional en 1975, jugando el Torneo Descentralizado de 1975 para Defensor Lima. Permaneció en el club hasta 1977, y luego se mudó a Juan Aurich, donde jugó una temporada. Después de haber disputado el Torneo Descentralizado de 1979 con el Coronel Bolognesi fue transferido a Alianza Lima. Se convirtió en uno de los máximos goleadores de Alianza, y se convirtió en el máximo goleador del campeonato peruano en 1981. También tuvo la oportunidad de debutar en la Copa Libertadores . En 1984, dejó Alianza por CNI, un equipo con base en Iquitos, y permaneció allí de 1985 a 1986. Luego se mudó a Juventud La Palma.

## Selección nacional
Carranza jugó 2 partidos internacionales con Perú: el 12 de octubre de 1976 contra Uruguay y el 28 de octubre de 1976 contra Argentina.

## Estadísticas

### Clubes
| Club | Div.          | Temporada     | Liga (1) | Liga (1) | Copas nacionales | Copas nacionales | Torneos internacionales (2) | Torneos internacionales (2) | Total (3) | Total (3) | Media goleadora |
| Club | Div.          | Temporada     | Part.    | Goles    | Part.            | Goles            | Part.                       | Goles                       | Part.     | Goles     | Media goleadora |
| --- | ------------- | ------------- | -------- | -------- | ---------------- | ---------------- | --------------------------- | --------------------------- | --------- | --------- | --------------- |
| Defensor Lima · Perú | 1.ª           | 1974          | —        | —        | —                | —                | —                           | —                           | 0         | 0         | 0,00            |
| Defensor Lima · Perú | 1.ª           | 1975          | 10       | 2        | —                | —                | 1                           | 0                           | 10        | 2         | 0,19            |
| Defensor Lima · Perú | 1.ª           | 1976          | 21       | 8        | —                | —                | —                           | —                           | 21        | 8         | 0,47            |
| Defensor Lima · Perú | 1.ª           | 1977          | 27       | 6        | —                | —                | —                           | —                           | 27        | 6         | 0,18            |
| Defensor Lima · Perú | Total club    | Total club    | 59       | 16       | 0                | 0                | 1                           | 0                           | 59        | 16        | 0,27            |
| Juan Aurich · Perú | 1.ª           | 1978          | 23       | 9        | —                | —                | —                           | —                           | 23        | 9         | 0,64            |
| Juan Aurich · Perú | Total club    | Total club    | 23       | 9        | 0                | 0                | 0                           | 0                           | 23        | 9         | 0,39            |
| Coronel Bolognesi · Perú | 1.ª           | 1979          | 33       | 17       | —                | —                | —                           | —                           | 33        | 17        | 0,52            |
| Coronel Bolognesi · Perú | Total club    | Total club    | 33       | 17       | 0                | 0                | 0                           | 0                           | 33        | 17        | 0,50            |
| Alianza Lima · Perú | 1.ª           | 1980          | 28       | 12       | —                | —                | —                           | —                           | 28        | 12        | 0,48            |
| Alianza Lima · Perú | 1.ª           | 1981          | 31       | 18       | —                | —                | —                           | —                           | 31        | 18        | 0,45            |
| Alianza Lima · Perú | 1.ª           | 1982          | —        | —        | —                | —                | —                           | —                           | 0         | 0         | 0,00            |
| Alianza Lima · Perú | 1.ª           | 1983          | 11       | 3        | —                | —                | 3                           | 0                           | 14        | 3         | 0,33            |
| Alianza Lima · Perú | 1.ª           | 1984          | 6        | 1        | —                | —                | —                           | —                           | 6         | 1         | 0,33            |
| Alianza Lima · Perú | Total club    | Total club    | 78       | 34       | 0                | 0                | 3                           | 0                           | 78        | 34        | 0,40            |
| CNI de Iquitos · Perú | 1.ª           | 1985          | 32       | 10       | —                | —                | —                           | —                           | 32        | 10        | 0,09            |
| CNI de Iquitos · Perú | 1.ª           | 1986          | 13       | 2        | —                | —                | —                           | —                           | 13        | 2         | 0,00            |
| CNI de Iquitos · Perú | Total club    | Total club    | 45       | 12       | 0                | 0                | 0                           | 0                           | 45        | 12        | 0,27            |
| Juventud La Palma · Perú | 1.ª           | 1987          | ?        | ?        | —                | —                | —                           | —                           | 0         | 0         | 0,00            |
| Juventud La Palma · Perú | Total club    | Total club    | 0        | 0        | 0                | 0                | 0                           | 0                           | 0         | 0         | 0,00            |
| Total carrera | Total carrera | Total carrera | 235      | 88       | 0                | 0                | 4                           | 0                           | 239       | 88        | 0,39            |
| (1) Incluye datos de las instancias definitorias contempladas en las bases de cada competición. (2) Incluye datos de la Copa Libertadores. (3)No incluye datos de partidos amistosos. |               |               |          |          |                  |                  |                             |                             |           |           |                 |

## Palmarés

### Títulos internacionales
| Título             | Club                | País | Año  |
| ------------------ | ------------------- | ---- | ---- |
| Copa Simón Bolívar | C. A. Defensor Lima | Perú | 1974 |